# Wallersheim (Eifel)

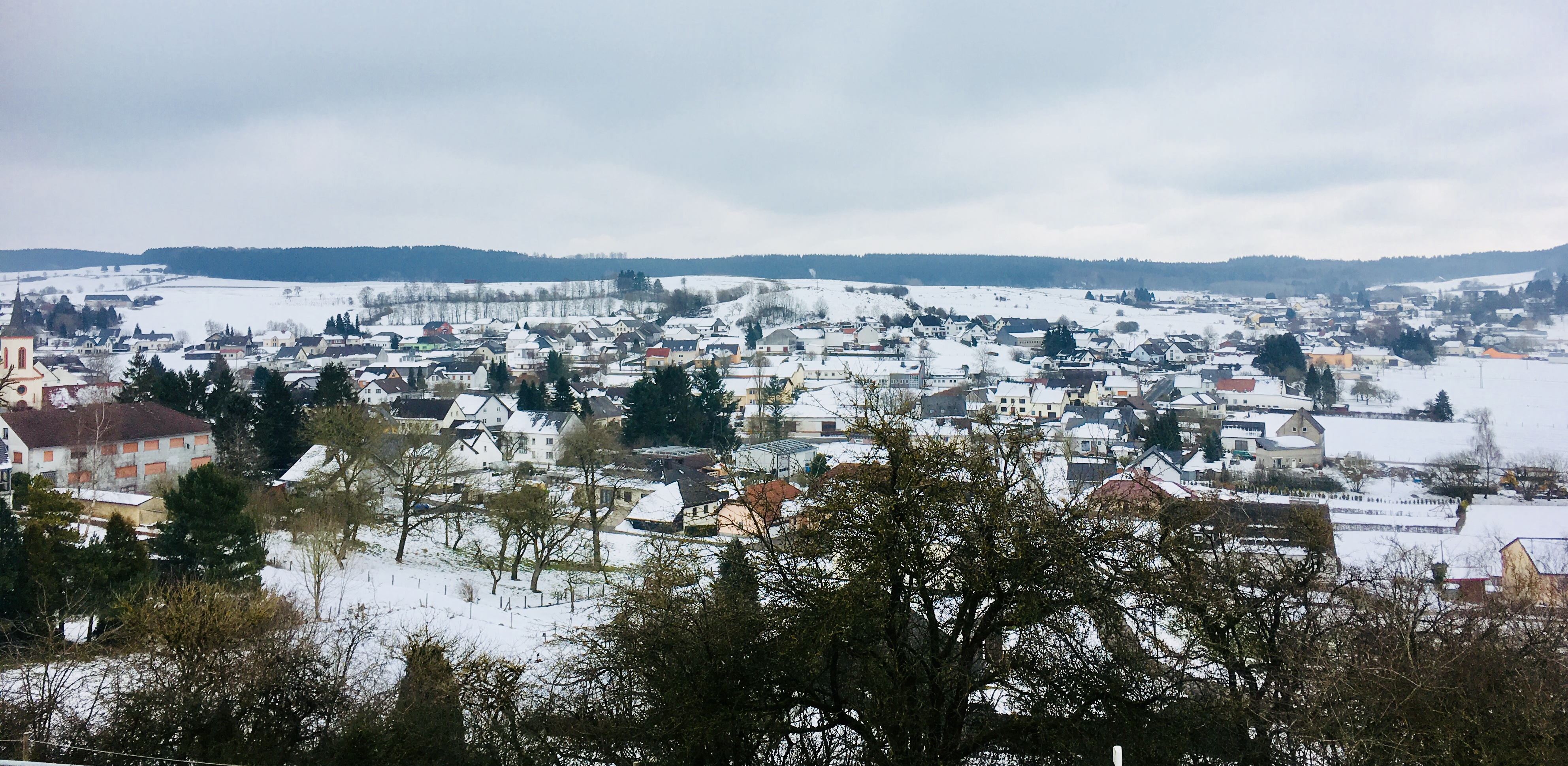
Blick auf den Ortskern von Wallersheim um die Pfarrkirche St. Nikolaus (links) und den Siedlungskern Loch (rechts)

Wallersheim ist eine Ortsgemeinde im Eifelkreis Bitburg-Prüm in Rheinland-Pfalz. Sie gehört der Verbandsgemeinde Prüm an.

## Geographie
Der Ort liegt in der Prümer Kalkmulde und im Naturpark Nordeifel etwa sieben Kilometer östlich von Prüm. Zur Gemeinde gehören auch die Wohnplätze Gellberg, Hundsberg, Schank, Wickenseifen und Jagdhaus Meerkatz. Zudem die Weiler Wolfswasen, Loch (mittlerweile mit Wallersheim zusammengewachsen) und Weißenseifen. Letzterer gehört nur zum Teil zu Wallersheim.
Nachbarorte sind die Ortsgemeinden Schwirzheim im Norden, Büdesheim im Nordosten, Kopp und Mürlenbach im Südosten, Hersdorf im Süden, sowie Fleringen im Westen.

## Geschichte
Die Gegend um Wallersheim war schon früh besiedelt, zwei Menhire werden in die Jungsteinzeit datiert. Auch aus der Römerzeit wurden in der Gemarkung Wallersheim eine römische Siedlung und römische Gräber gefunden. Zum einen handelt es sich hierbei um ein römisches Brandgräberfeld am östlichen Ende des Weilers Loch aus der ersten Hälfte des 2. Jahrhunderts n. Chr. Zum anderen wurden auch Brandgräber nördlich von Wallersheim entdeckt. Berichtet wurde hier über Funde von Keramik sowie unkenntlichen Bronzemünzen. Die Römische Heerstraße von Trier nach Köln führte durch den Wallersheimer Gemeindewald.
Der Ortsname Wallersheim leitet sich vermutlich von einer Person „Walamar“ ab. Die Endung „-heim“ ist als Anwesen des Walamar zu deuten. Die erste urkundliche Erwähnung findet sich in der „Carta Gisleberti“, eine Schenkungsurkunde an die Abtei Prüm von 777.
Eine weitere Erwähnung des Ortes datiert aus dem Jahr 852, in einer Urkunde des Kaisers Lothar wurde der Ort mit „Wallimaris in pago Caroscow“ bezeichnet.
Cäsarius nennt den Ort im 13. Jahrhundert „Walmersheym“ und führt die Güter und Lehen auf, welche die Abtei Prüm dort besaß.
Wallersheim war eine Prümsche Schultheißerei, zu welcher außer Wallersheim noch der Hof Anzelt gerechnet wurde. Im Jahre 1777 wurden in Wallersheim 38 Hausstätten und 32 Rauchfänge gezählt.
Wallersheim gehörte bis ins Ende des 18. Jahrhunderts zum kurtrierischen Amt Prüm. Die Inbesitznahme des Linken Rheinufers durch französische Revolutionstruppen beendete die alte Ordnung. Der Ort wurde von 1798 bis 1814 Teil der Französischen Republik (bis 1804) und anschließend des Französischen Kaiserreichs. Er wurde Sitz einer Mairie, die dem Arrondissement Prüm des Saardépartements zugeordnet war. Nach der Niederlage Napoleons kam Wallersheim aufgrund der 1815 auf dem Wiener Kongress getroffenen Vereinbarungen zum Königreich Preußen und wurde dem Kreis Prüm des Regierungsbezirks Trier zugeschlagen, der 1822 Teil der neu gebildeten preußischen Rheinprovinz wurde. Aus der Mairie wurde die Bürgermeisterei Wallersheim, die 1896 – zusammen mit anderen – in die Bürgermeisterei Prüm-Land aufging.
Als Folge des Ersten Weltkriegs war die gesamte Region dem französischen Abschnitt der Alliierten Rheinlandbesetzung zugeordnet. Nach dem Zweiten Weltkrieg wurde Wallersheim innerhalb der französischen Besatzungszone Teil des damals neu gebildeten Landes Rheinland-Pfalz.
Statistik zur Einwohnerentwicklung
Die Entwicklung der Einwohnerzahl der Gemeinde Wallersheim, die Werte von 1871 bis 1987 beruhen auf Volkszählungen:
| Jahr | Einwohner |
| ---- | --------- |
| 1815 | 300       |
| 1835 | 451       |
| 1871 | 500       |
| 1905 | 472       |
| 1939 | 656       |

| Jahr | Einwohner |
| ---- | --------- |
| 1950 | 706       |
| 1961 | 631       |
| 1970 | 696       |
| 1987 | 745       |
| 2005 | 751       |

## Politik

### Bürgermeister
Bruno Büsch wurde am 26. Juni 2023 Ortsbürgermeister von Wallersheim, nachdem er bereits zuvor als Erster Beigeordneter geschäftsführend die Aufgaben übernommen hatte. Bei der Direktwahl am 4. Juni 2023 war er mit einem Stimmenanteil von 82,82 % gewählt worden. Er wurde im Juni 2024 wiedergewählt.
Büschs Vorgänger Werner Feld hatte das Amt am 19. August 2019 übernommen. Da bei der Direktwahl am 26. Mai 2019 kein gültiger Wahlvorschlag eingereicht wurde, oblag die Neuwahl des Bürgermeisters dem Rat, der sich für Feld entschied. 2023 legte Werner Feld das Amt vorzeitig nieder, wodurch eine Neuwahl erforderlich wurde. Felds Vorgänger Josef Hoffmann hatte das Amt von 2009 bis 2019 ausgeübt.

### Wappen
| Wappen von Wallersheim | Blasonierung: „Unter silbernem Haupt mit drei roten Kugeln in Rot eine silberne Kirchenfahne belegt mit rotem Kreuz.“ |
| Wappen von Wallersheim | Wappenbegründung: Die Kugeln stellen das Symbol des Kirchenpatrons St. Nikolaus dar. Die silberne Kirchenfahne ist dem Wappen der Abtei Prüm entlehnt, in dem das Prümer Lamm (Salvatorlamm) diese Fahne trägt. Die Farben Rot und Silber weisen auf die Zugehörigkeit zu Prüm und Kurtrier hin. |

## Sehenswürdigkeiten
- In Wallersheim sind 17 Wegekreuze zu entdecken, die über das ganze Gemeindegebiet verteilt sind.
- Auf einer Anhöhe nordwestlich von Wallersheim befindet sich ein stehender Menhir von 1,60 Meter Höhe, der wohl auf die in der Jungsteinzeit verbreitete Megalithkultur zurückzuführen ist.

Siehe auch: Liste der Kulturdenkmäler in Wallersheim

## Verkehr
Wallersheim wird von den Landesstraßen L 10 und  L 30 an das überregionale Straßennetz angeschlossen.